# Udea carniolica
Udea carniolica là một loài bướm đêm trong họ Crambidae.